# Dionicio Cerón
Dionicio Cerón (Toluca, 9 de outubro de 1965) é um ex-maratonista mexicano.
Inicialmente disputando distâncias mais curtas como provas de 10 km e meia-maratonas, em setembro de 1990 ele estabeleceu a melhor marca mundial da meia-maratona, marcando 1:00:46 na Meia-Maratona da Filadélfia. Medalha de prata no Campeonato Mundial de Atletismo de 1995, em Gotemburgo, Suécia, em sua carreira obteve vitórias em diversas maratonas internacionais importantes. Foi tricampeão da Maratona de Londres (1994–95–96), campeão da Maratona de Fukuoka (1993) e  campeão da Maratona de Roterdã (1993).
Participou de dois Jogos Olímpicos, Barcelona 1992 e Atlanta 1996, sem conseguir resultados expressivos. Atualmente trabalha como treinador de fundistas no México.